# Coprinopsis romagnesiana
Coprinopsis romagnesiana (Singer) Redhead, Vilgalys & Moncalvo) – gatunek grzybów należący do rodziny kruchaweczkowatych (Psathyrellaceae).

## Systematyka i nazewnictwo
Pozycja w klasyfikacji według Index Fungorum: Coprinopsis, Psathyrellaceae, Agaricales, Agaricomycetidae, Agaricomycetes, Agaricomycotina, Basidiomycota, Fungi.
Po raz pierwszy opisał go w 1951 r. Rolf Singer nadając mu nazwę Coprinus romagnesianus. W wyniku badań filogenetycznych prowadzonych na przełomie XX i XXI wieku mykolodzy ustalili, że rodzaj Coprinus jest polifiletyczny i rozbili go na kilka rodzajów. Obecną, uznaną przez Index Fungorum nazwę nadali temu gatunkowi Redhead, Vilgalys i Moncalvo w 2001 r.
Synonimy:
- Coprinus atramentarius var. romagnesianus (Singer) Krieglst. 1991
- Coprinus romagnesianus Singer 1951

## Morfologia
KapeluszO wysokości do 9 cm, początkowo elipsoidalny lub jajowaty, potem stopniowo rozszerzający się i w końcu płaski. W typowy dla czernidłaków sposób owocnik czernieje i podczas dojrzewania rozpływa się w czarną ciecz. Powierzchnia o barwie od szarawej do bladobrązowej, pokryta rdzawymi, morelowymi lub brązowymi łuseczkami.
BlaszkiWolne lub nieco przyrośnięte, gęste, początkowo białe, potem czarne i rozpływające się w czarną ciecz.
TrzonWysokość 6–10 cm, grubość 5–13 mm. Cylindryczny z maczugowatą i nieco obrzeżoną podstawą. Powierzchnia biała, pokryta ciemnymi łuseczkami.
Cechy mikroskopoweZarodniki 8,0–10,0 × 4,5–6,0 µm, elipsoidalne do jajowatych, z centralnymi porami zarodkowymi i zaokrągloną podstawą i wierzchołkiem, ciemnoczerwone. Podstawki 4–zarodnikowe, 20–30 × 7–10 μm. Cheilocystydy wąsko cylindryczne, 70–100 × 20–25 μm. Pleurocystydy cylindryczne, 120–150 × 18–35 μm. Zasnówka złożona z rozgałęzionych strzępek, miejscami grubościennych.

## Występowanie
Znane jest występowanie Coprinopsis romagnesiana w niektórych krajach Europy i w Stanach Zjednoczonych. W opracowaniu W. Wojewody z 2003 r. brak tego gatunku. Jest raczej rzadki. Po raz pierwszy jego stanowiska w Polsce podaje B. Gierczyk i inni w 2011 r. w Puszczy Knyszyńskiej i Puszczy Białowieskiej.  Liczne i bardziej aktualne stanowiska podaje internetowy atlas grzybów. Zaliczony w nim jest do grzybów rzadkich i wartych objęcia ochroną.
Saprotrof. Owocniki wyrastają kępkami na pniakach lub wokół butwiejących korzeni drzew.